# Stephanie Gamp
Stephanie Gamp (* 31. März 1973 in Luckenwalde) ist eine deutsche Juristin. Sie ist seit dem 1. September 2021 Richterin am Bundesverwaltungsgericht.

## Leben und Wirken
Gamp promovierte im Jahr 2000 nach Abschluss des Studiums der Rechtswissenschaft an der Freien Universität Berlin und trat in den Justizdienst des Landes Berlin ein. Sie war zunächst am Amtsgericht Mitte und von Dezember 2001 bis März 2004 am Landgericht Berlin tätig. 2004 folgte eine Abordnung an das Verwaltungsgericht Berlin. Dort wurde sie 2005 zur Richterin am Verwaltungsgericht ernannt. Von Oktober 2013 bis Juni 2014 war Gamp an das Oberverwaltungsgericht Berlin-Brandenburg abgeordnet. Im Februar 2016 erfolgte ihre Ernennung zur Vorsitzenden Richterin am Verwaltungsgericht Berlin. Seit November 2019 war Gamp an die Senatsverwaltung für Justiz, Verbraucherschutz und Antidiskriminierung abgeordnet.
Das Präsidium des Bundesverwaltungsgerichts wies Gamp zunächst dem 6. Revisionssenat zu, der u. a. für das Schul- und Hochschulrecht, das Prüfungsrecht, das Presse-, Rundfunk- und Telekommunikationsrecht, das Postrecht, das Versammlungsrecht, das Polizei- und Ordnungsrecht, das Recht der Verfassungsschutzbehörden und Nachrichtendienste sowie das Staatskirchenrecht zuständig ist.